# 西染工
西染工株式会社（にしせんこう）は、愛媛県今治市南大門町に本社を置く染色会社。

## 概要
1954年に創業し、1968年に「西染工株式会社」を設立した。
タオルなどの繊維製品の染色加工業を営む他、近年は繊維製品の企画･製造･販売を手がけている。2019年には織機を本格的に導入し、織布・加工・縫製仕上げ・直営店までの製販体制を構築している。
2022年2月、染めたタオルを乾燥させる工程で大量に発生する綿ぼこりをキャンプ用の着火剤に転用した「今治のホコリ」を発売し話題となり、2022年のグッドデザイン賞を受賞した。

## 事業所
- 本社･工場 - 愛媛県今治市南大門町4丁目5-1
- nishi渋谷店 - 東京都渋谷区渋谷2-3-8 倉島渋谷ビル1F
- 峠店にっし～ - 愛媛県今治市菊間町種3569−1

## 沿革
- 1954年 - 今治市南大門町3丁目にて創業。
- 1967年 - 現住所へ移転。チーズ設備、重油ボイラー、排水処理施設を導入。
- 1968年 - 「西染工株式会社」設立。
- 1992年 - 本社工場･排水処理設備を更新。
- 2006年 - 第二工場が操業開始。
- 2008年 - 重油ボイラーから100％天然ガスボイラーに転換。
- 2013年 - Jクレジット制度認証。
- 2015年 - 「PLATINUM WET TOWEL」の販売開始。
- 2016年 - エコアクション21認証。
- 2017年 - オーガニック国際認証(OCS)取得。第三工場（縫製仕上部門）を設立。
- 2018年 - 「PLATINUM WET TOWEL」がおもてなしセレクション金賞を受賞[6]。
- 2019年 - 田ノ窪タオル工業(株)の生産設備と営業権を譲受[7]。
- 2022年 - キャンプ用着火剤「今治のホコリ」を発売、グッドデザイン賞を受賞[4]